# スタンダード軽装甲車
スタンダード四輪車またはスタンダード軽装甲車は、第二次世界大戦中に作られたイギリスの装輪装甲車である。ビーバレットの呼び方もより広く知られる。

## 概要

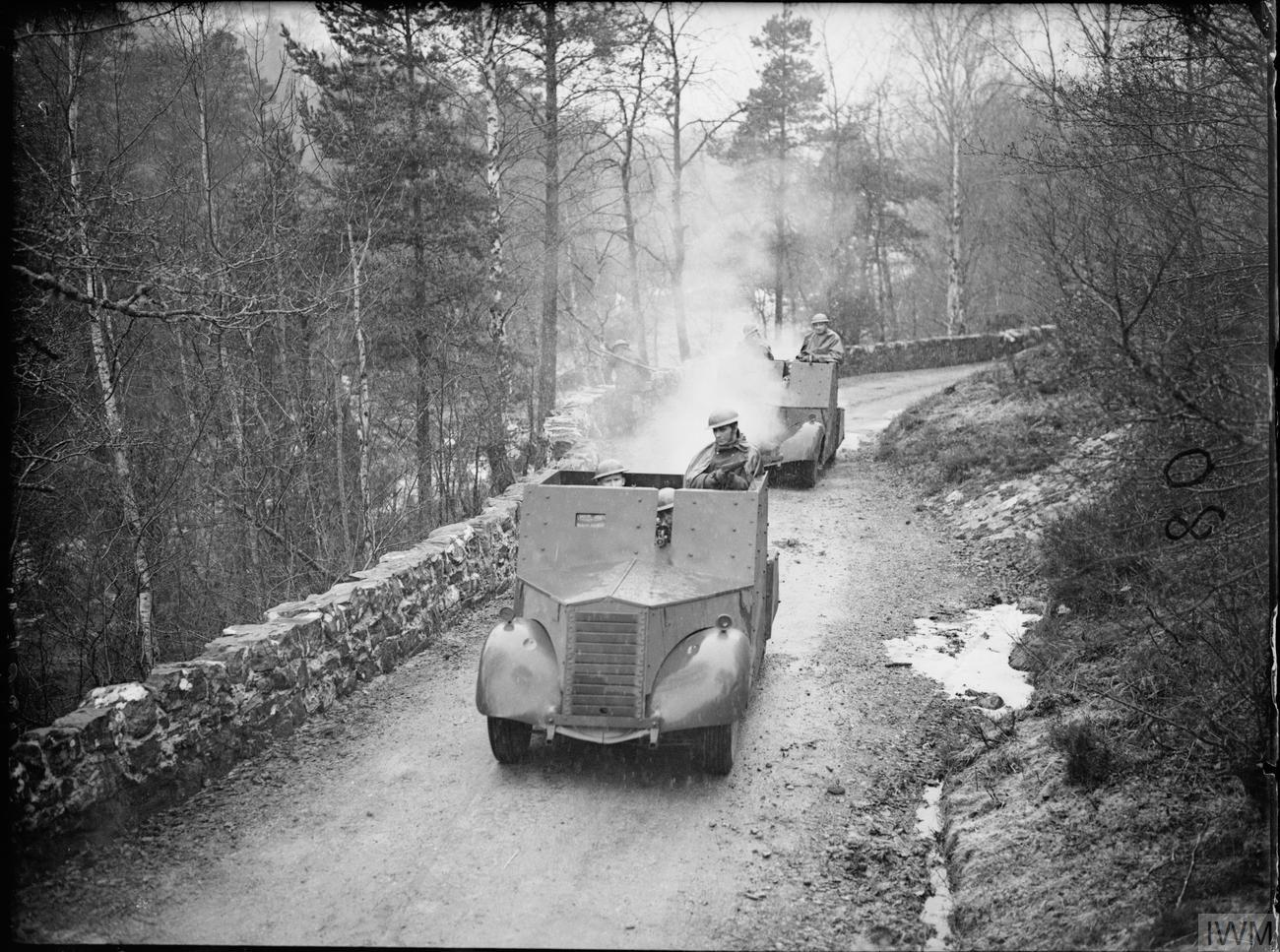
スコットランドのハイランドにおけるホームガードが装備したマークII ビーバレット。1941年1月14日。

最初の車輛は1940年、ビーバーブルック卿の勧めによってスタンダード・モーター・カンパニーが生産した。本車は民間用のシャーシを基とし、装甲を鋲接して車体を装着した。
11mmの鋼板は厚さ76.2mmの樫材によって補強された。車体は後方と天井が開放されていた。兵装にはブレン軽機関銃を備え、傾斜装甲に設けられた銃眼から射撃できた。以後の形式では全周が防御され、ブレン軽機関銃付きの銃塔を備えるか、オープントップにヴィッカーズ機関銃を連装で装備した。少数の車輛はボーイズ対戦車ライフルを備え、No.11無線装置かNo.19無線装置を搭載した。生産は1942年中に終了し、2,980輌が配備された。
ビーバレットはイギリス陸軍とイギリス空軍に採用され、警備と訓練に用いられた。部隊では本車の重量過重に悩まされ、運転が難しいと評された。
残存車輛のうち一輌（マークIII）がダックスフォード帝国戦争博物館に展示されている。

## 派生型

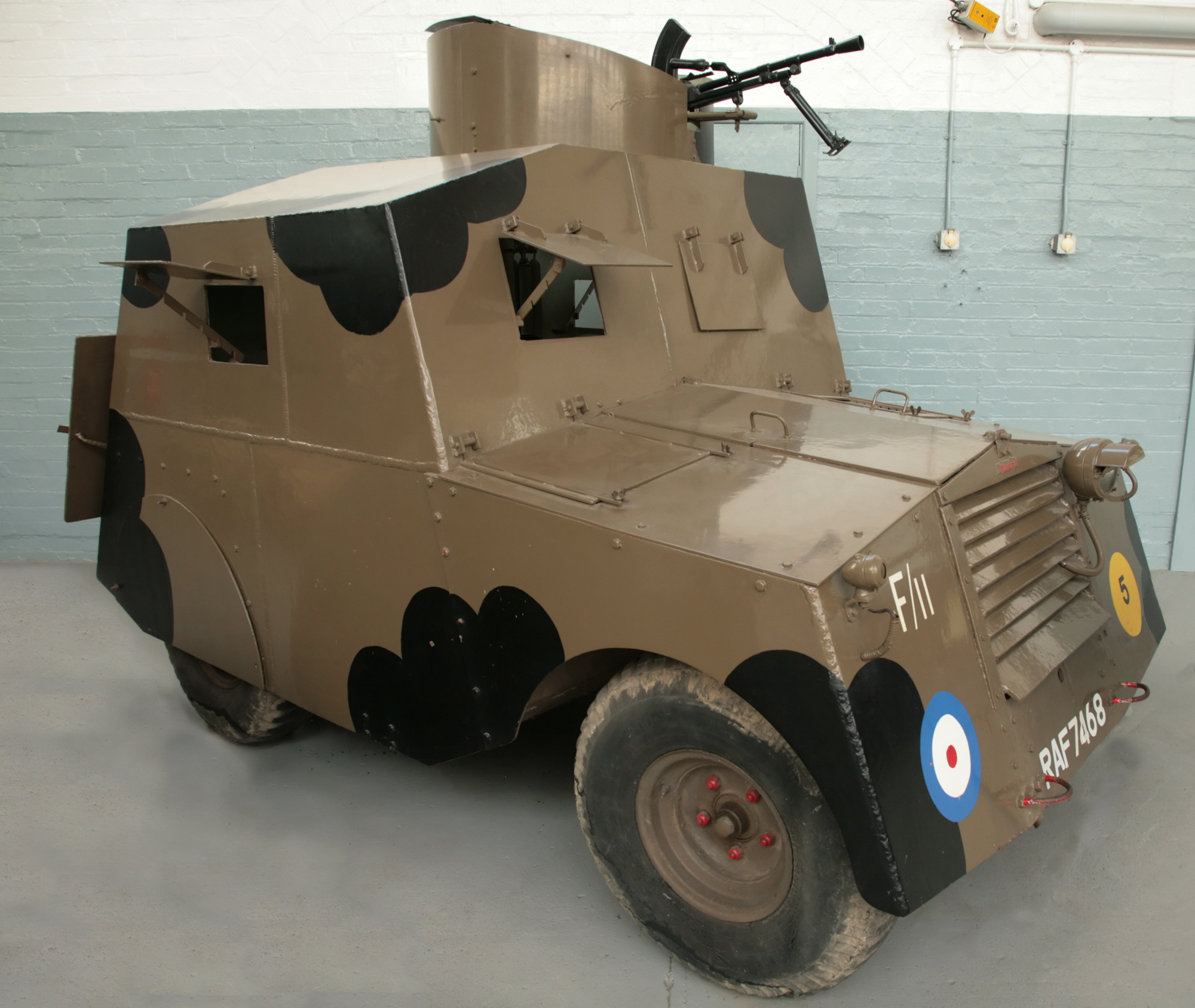
ビーバレット マークIII。

マークI
原型の車輛。
マークII
全周装甲を装備し、ラジエーターグリルを垂直位置から水平位置へ移動。
マークIII ビーバーバグ
短縮された車体を採用。上部構造を再設計し、カーブしたフェンダーを撤去、上部装甲と銃塔を装備。
マークIV
傾斜装甲が再設計され、視界を改善した。
同様の車輛がニュージーランドでビーバレット（NZ）として生産された。この車輛にはフォード製3/4t、もしくは1.5tのCMPトラックが使われた。171輌生産。